# Acetylcysteine
Acetylcysteine, tên khác: N-acetylcysteine (NAC), là một dược phẩm được dùng để điều trị khi dùng quá liều paracetamol (acetaminophen) và để làm tiêu chất nhầy ở những người bị xơ nang hoặc bệnh phổi tắc nghẽn mạn tính. Nó có thể được dùng bằng đường tiêm tĩnh mạch, qua đường miệng, hoặc hít dưới dạng sương mù. Một số người sử dụng nó như là một chất bổ sung chế độ ăn uống.
Các phản ứng phụ thường gặp gồm buồn nôn và nôn khi uống bằng miệng. Đôi khi da có thể bị phát ban và mẩn ngứa hoặc một trong hai dạng. Một loại phản vệ không miễn dịch cũng có thể xảy ra. Chất này dường như an toàn trong thời gian mang thai. Nó hoạt động bằng cách tăng nồng độ glutathione và gắn vào các sản phẩm chuyển hóa mang độc tính của paracetamol.
Acetylcysteine được cấp bằng sáng chế vào năm 1960 và được phép sử dụng vào năm 1968. Chất này nằm trong Danh mục các thuốc thiết yếu của WHO, bao gồm các thuốc hiệu quả và an toàn nhất cho một hệ thống y tế. Nó hiện là một loại thuốc gốc với giá không quá đắt.

## Ứng dụng

### Dùng paracetamol quá liều
Acetylcystein được dùng bằng đường tiêm hoặc uống trong điều trị quá liều paracetamol (acetaminophen). Khi uống paracetamol với liều cao, một chất chuyển hóa phụ có tên gọi là N-acetyl-p-benzoquinone imine (NAPQI) được tích trữ lại trong cơ thể. Nó thường được kết hợp với glutathione, nhưng khi vượt quá mức giới hạn, lượng dự trữ glutathione của cơ thể không đủ để khử hoạt tính độc hại của NAPQI. Chất chuyển hóa này sau đó tự do phản ứng với các enzym chính của gan, do đó làm tổn hại các tế bào gan. Điều này có thể dẫn đến tổn thương gan nghiêm trọng và thậm chí là tử vong do suy gan cấp tính.
Trong việc điều trị quá liều acetaminophen, acetylcysteine có tác dụng duy trì hoặc phục hồi lại lượng glutathione dự trữ đã cạn kiệt ở gan và tăng cường sự chuyển hóa không gây độc tính của acetaminophen. Những hoạt động này nhằm bảo vệ tế bào gan khỏi độc tính NAPQI. Nó có hiệu quả nhất trong việc phòng ngừa hoặc giảm nhẹ thương tổn ở gan khi dùng trong vòng 8-10 giờ sau khi sử dụng quá liều. Nghiên cứu cho thấy tỷ lệ độc tính của gan là khoảng 3% khi dùng acetylcysteine trong vòng 10 giờ sau khi dùng quá liều paracetamol.